# Paul Salopek

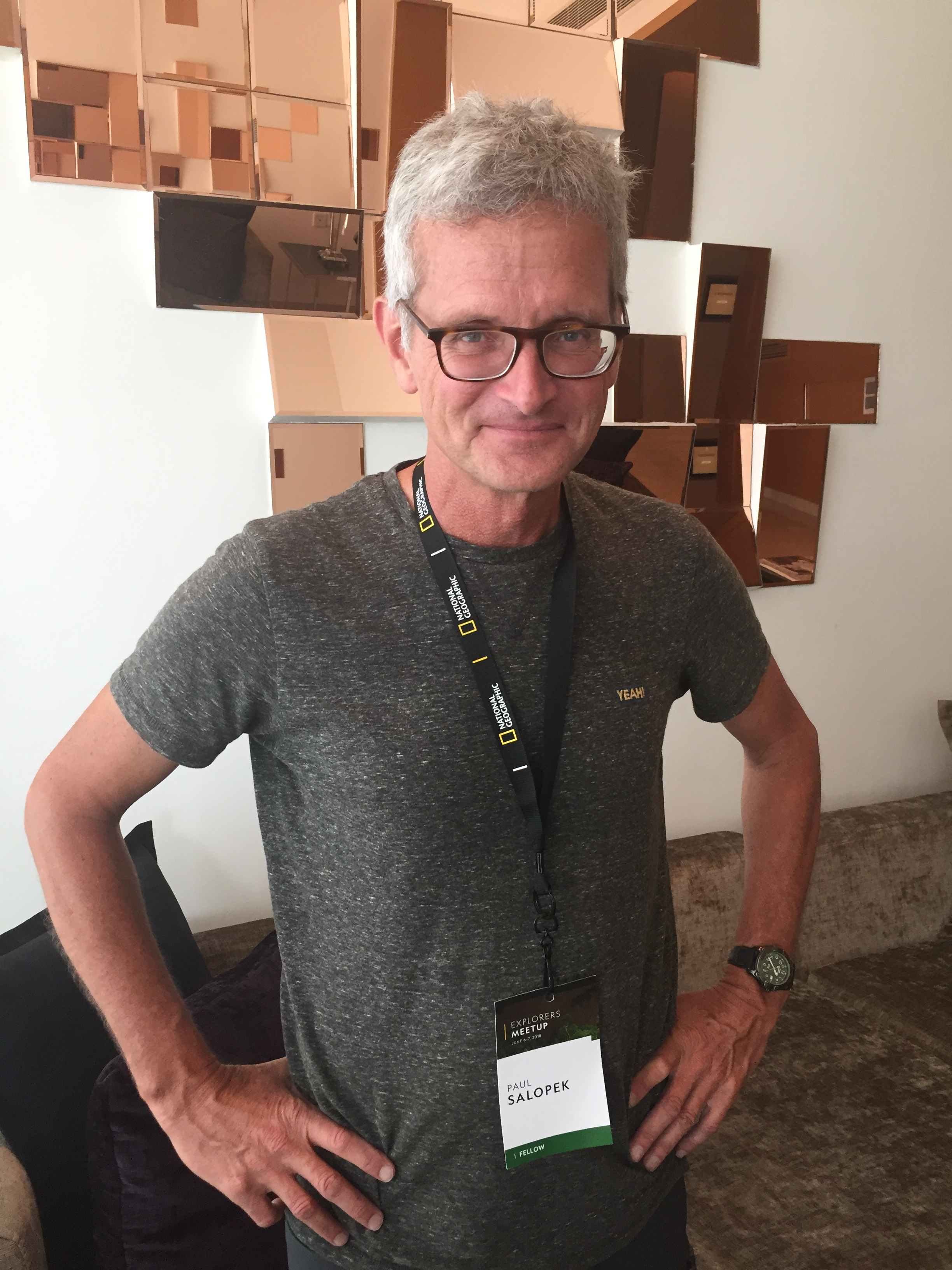
Paul Salopek, 2018

Paul Salopek (* 9. Februar 1962 in Barstow, Kalifornien) ist ein US-amerikanischer Journalist und zweifacher Gewinner des Pulitzer-Preises. Er ist in Johannesburg stationierter Korrespondent der Chicago Tribune und auch für National Geographic tätig.

## Tätigkeit und Auszeichnungen
Paul Salopek, aufgewachsen in Mexiko, begann seine journalistische Tätigkeit 1985. Er arbeitete für National Geographic, teilweise in Mexiko, dann für die Chicago Tribune zu Migrations-, Umwelt- und Stadtthemen. Er berichtete über Konflikte in Mittelamerika, Neuguinea und auf dem Balkan. Später wurde er Afrika-Korrespondent und bereiste auch mehrfach den von verschiedenen Konflikten (Sezessionskrieg im Südsudan, Konflikt in Ostsudan, Darfur-Konflikt) betroffenen Sudan.
1998 gewann Salopek den Pulitzer-Preis für Hintergrundberichterstattung für zwei Artikel über das Human Genome Project, 2001 den Pulitzer-Preis für Auslandberichterstattung für eine Reportage über den Krieg in der Demokratischen Republik Kongo.

## Verhaftung in Darfur/Sudan 2006
2006 war Paul Salopek für National Geographic in der Krisenregion Darfur im Westen Sudans unterwegs, um eine Reportage über die Sahelzone zu schreiben. Am 6. August desselben Jahres wurden er, sein tschadischer Fahrer sowie der aus Darfur stammende Übersetzer und spätere Autor Daoud Hari dort festgenommen und ins Gefängnis gebracht. Salopek wurden „illegale Einreise, Verbreitung falscher Nachrichten und Spionage“ vorgeworfen. Am 10. September sollte er in al-Faschir im Bundesstaat Shamal Darfur (Nord-Darfur) vor Gericht kommen. Im Falle einer Verurteilung drohten Salopek und seinen Begleitern mehrere Jahre Haft. Der vorsitzende Richter in dem Fall hatte am 14. August wegen derselben Vorwürfe den slowenischen Präsidentenabgesandten und Friedensaktivisten Tomo Križnar zu zwei Jahren Haft und zu einer Geldbuße von umgerechnet 2.400 US-Dollar verurteilt.
Chicago Tribune und National Geographic forderten die Freilassung Paul Salopeks. Eine Delegation des US-Kongresses besuchte Salopek. Bill Richardson, Gouverneur des US-Bundesstaats New Mexico, traf sich mit dem sudanesischen Präsidenten Umar al-Baschir und konnte am 8. September erreichen, dass al-Baschir der Freilassung Salopeks zustimmte. Am 10. September konnte Salopek nach New Mexico zurückkehren. Seine tschadischen Begleiter wurden ebenfalls freigelassen.

## Out of Eden Walk
Im Januar 2013 startete Salopek eine Wanderung auf den Spuren unserer Steinzeit-Vorfahren. Geplant waren sieben Jahre, in denen er die Ausbreitung der Menschen im Rahmen des Projekts „Out of Eden“ bis zum südlichsten Punkt Südamerikas nachverfolgen wollte. Zu Fuß, 34.000 Kilometer über fünf Kontinente, in Äthiopien gestartet, durch den Mittleren Osten und Asien, über Alaska, an der Westküste Amerikas entlang bis ans südliche Ende Chiles soll die Reise gehen. Im Oktober 2021, nach einer 20-monatigen Pause aufgrund der COVID-19-Pandemie, hatte er es bis China geschafft, wo er seine Wanderung fortsetzte. Sein Ziel hat er zwar in der vorgesehenen Zeit nicht erreicht, aber die Reise geht weiter.